# 葛璦
葛璦（2009年12月22日—），台灣童星女演員，曾參與電視劇《歡喜相逢 第三季》、《明天一起去樂園》、《鑑識英雄II 正義之戰》、《魔幻對決》以及微電影《小丑的十元魔術》...等作品演出。

## 影視作品

### 戲劇
| 年份   | 劇名                      | 飾演               | 播出頻道                       |
| 2016年 | 歡喜相逢 - 第三季         | 元元               | 大愛電視台                     |
| 2016年 | 明天一起去樂園            | 傅子玲 (叮鈴)      | 客家電視台                     |
| 2016年 | 志明與春嬌 (2016年電視劇) | 梁品妍 (童年)      | CHOCO TV                       |
| 2016年 | 魔幻對決                  | 顏可茵 (童年)      | 公共電視台、LINE TV            |
| 2017年 | 老爸上身                  | 賴珮茹 (童年)      | CHOCO TV、LINE TV              |
| 2017年 | 幸福，近在咫尺            | 丹丹               | 騰訊網                         |
| 2017年 | 我的男孩                  | 蕭念蒔 (圈圈)      | 台視、八大戲劇台               |
| 2017年 | 人際關係事務所            | 康樂佑 (童年)      | 台視、東森綜合台、愛奇藝台灣站 |
| 2018年 | 台北歌手                  | 蘇玉蘭 (童年)      | 客家電視台                     |
| 2018年 | 學生劇展-空針             | 陳庭汝 (汝汝)      | 公共電視台                     |
| 2018年 | 生死接線員                | 青青 (童年)        | 公共電視台                     |
| 2019年 | 鑑識英雄II 正義之戰       | 貝怡茹 (童年)      | 中視數位台                     |
| 2019年 | 四分之3                   | 楊曉昱             | 客家電視台                     |
| 2019年 | 人生劇展-可圈的鞋店       | 可圈、丁淑娟(童年) | 公共電視台                     |

### 電影
| 年份   | 劇名        | 飾演          |
| 2017年 | 驚夢49天    | 劉奕臻 (童年) |
| 2018年 | 樂園 (電影) | 巧欣 (童年)   |

### 微電影
| 年份   | 劇名                                             | 飾演             |
| 2016年 | 錯位關係                                         | 小茵茵           |
| 2016年 | 騙人(小丑的十元魔術)                             | 小璦             |
| 2016年 | 銀河之旅                                         | 小姐姐           |
| 2017年 | 鱷魚必安住《愛 一直都在》 （页面存档备份，存于） | 楊芝芯 (童年)    |
| 2017年 | 成長故事                                         | 女主角 (8歲童年) |
| 2017年 | 全國電子《長不大的弟弟》 （页面存档备份，存于）  | 姊姊 (8歲童年)   |
| 2017年 | 天主教善牧基金會《放大的小愛》                   | 小愛             |
| 2018年 | 臺銀人壽《我的天啊!》                            | 女兒 (童年)      |
| 2018年 | 世樺牙醫診所《人生從齒開始》                     | 曉均 (童年)      |
| 2018年 | 1111人力銀行《護理師的1朵小花》                  | 小妍             |

## 廣告
| 年份   | 廣告                                                                   |
| 2016年 | Nissan活動【大自然嬉遊記，農場野餐趣！】 （页面存档备份，存于）        |
| 2016年 | 永慶房屋【永慶快搜APP】                                                |
| 2016年 | 新北市歡樂耶誕城                                                       |
| 2016年 | 舒潔VAVI廚房紙巾【一秒順媳養成班 - 含貽弄孫術】 （页面存档备份，存于） |
| 2016年 | 福樂鈣多多牛奶【掌旗手篇】                                             |
| 2017年 | 迪士尼                                                                 |
| 2017年 | 鱷魚必安住【愛 一直都在】                                              |
| 2017年 | GP童鞋【童話篇】                                                       |
| 2017年 | 歐典藜麥飲【多多篇】 （页面存档备份，存于）                            |
| 2017年 | 安啟適覆甲液【小魚篇】                                                 |
| 2017年 | 佳音英語【成就篇】                                                     |
| 2017年 | 桂冠用料理說愛影展【湯圓篇】                                           |
| 2017年 | 全國電子【長不大的弟弟篇】                                             |
| 2018年 | Samsung手機【看見聲音篇】                                              |
| 2018年 | 硬漢部隊【值星官篇】                                                   |
| 2018年 | 彈個車【我們沒有想賣車給你篇】                                         |
| 2018年 | 長榮航空【微笑篇】                                                     |
| 2018年 | 國泰建設【國泰禾】                                                     |
| 2018年 | 1111人力銀行【最感人貢獻獎】                                           |
| 2018年 | HOLA【飯店篇】                                                         |
| 2020年 | 行政院主計處【矛盾大對決篇】 （页面存档备份，存于）                    |

## 網路影片
- 2016年 長興材料【企業形象】。飾：小女孩
- 2016年 慶豐貢丸-吃得安心，「丸」得圓滿【鍾欣凌篇】。飾：女兒 小寶
- 2016年  經濟部工業局【4G智慧城市行動服務】。飾：女主角
- 2017年 BRATA運動濾水瓶【神妙水瓶篇】。飾：外國公主
- 2017年 陶板屋【林彥君篇】。飾：151林彥君 (童年)
- 2017年【Smoon機能性內衣】。飾：女主角 (6歲童年)
- 2018年 添寧【母親節篇】。飾：孫女
- 2018年 麥當勞【未來在現 帶你即刻體驗】。飾：女兒
- 2018年 桂冠【桂冠與君品頤宮聯名打造星級饗宴】。飾：女兒 （页面存档备份，存于）
- 2019年 日立冷氣。飾：小艾(童年)
- 2019年 宏盛建設【宏盛新世界】。飾：女兒
- 2020年 苗栗出磺坑-礦業歷史散步道【傳承篇】。飾：孫女 小栗子 （页面存档备份，存于）

## 綜藝節目
- 2016年 東森幼幼台《超級總動員》S12 第21集、第24集。超級偶像：葛璦
- 2017年 東森幼幼台《超級總動員》S13 第1集、第5集、第10集、第14集、第17集、第18集、22集。超級偶像：葛璦
- 2018年 東森幼幼台《超級總動員》S14 第1集、第8集。超級偶像：葛璦

## MV
- 2016年 OK繃樂團《我要的愛》 （页面存档备份，存于）
- 2017年 勞動服務樂團《夜市仔》
- 2018年 東森幼幼《Drive Head 救援特警隊》
- 2018年 1111人力銀行《護理師的1朵小花》
- 2019年 習譜予《啦啦啦》
- 2019年 小春《沒在怕的》

## 外部連結
- 葛璦的Facebook專頁